# Ho satans boning tänker på
Ho satans boning tänker på är en ursprungligen tysk psalm, Wer dencket an der Höllen-Gluth i fem verser av  Georg Philipp Harsdörffer (1607–1658) i översättning av Jakob Arrhenius. Högmarck uppger att den tyska texten är författad av superintedenten i Hessen-Darmstadt Johannes Angelus (1542–1608) 
Inledningsorden i 1695 års psalmbok är:
Ho Satans boning täncker på,
thess grymma eld och låga

## Publicerad som
- Nr 408 i 1695 års psalmbok under rubriken "Om then osaliga Ewigheten".
- Nr 464 i 1819 års psalmbok under rubriken "Med avseende på de yttersta tingen: En varnande åtanke på den osaliga evigheten".